# فلوید آییت
فلوید آییت (انگلیسی: Floyd Ayité؛ زادهٔ ۱۵ دسامبر ۱۹۸۸) بازیکن فوتبال اهل فرانسه است.
از باشگاه‌هایی که در آن بازی کرده‌است می‌توان به باشگاه فوتبال فولام، باشگاه فوتبال استاد رنس، باشگاه فوتبال نانسی، باشگاه فوتبال باستیا، باشگاه فوتبال آنژه، باشگاه ورزشی گنچلربیرلیغی، و باشگاه فوتبال بوردو اشاره کرد.
وی همچنین در تیم ملی فوتبال توگو بازی کرده‌است.